# 27 luglio
Il 27 luglio è il 208º giorno del calendario gregoriano (il 209º negli anni bisestili). Mancano 157 giorni alla fine dell'anno.

## Eventi
- 484 – L'usurpatore Leonzio fa il suo ingresso ad Antiochia di Siria
- 1054 – Siward, conte di Northumbria, invade la Scozia e sconfigge Macbeth, re di Scozia, a nord di Firth of Forth
- 1139 – Alfonso I è acclamato come primo Re del Portogallo due giorni dopo la vittoria nella battaglia di Ourique
- 1189 – L'imperatore Federico Barbarossa raggiunge Niš, capitale del Regno di Serbia, durante la terza crociata
- 1202 – Guerre georgiano-selgiuchidi, battaglia di Basiani: il Regno di Georgia sconfigge il Sultanato di Rum
- 1214 – Battaglia di Bouvines: l'esercito di re Filippo II di Francia sconfigge le armate della coalizione tra l'imperatore Ottone IV, Ferdinando di Fiandra e Giovanni d'Inghilterra, consolidando il potere del Regno di Francia
- 1299 – Osman I invade il territorio di Nicomedia per la prima volta, evento considerato la fondazione dello Stato ottomano
- 1302 – Battaglia di Bafeo: gli eserciti ottomani ottengono una vittoria decisiva contro le forze bizantine aprendosi la strada per la conquista della Bitinia
- 1361 - Battaglia di Visby: l'esercito danese guidato dal re Valdemaro IV sconfigge la guarnigione composta da yeomen locali e prende il controllo dell'isola di Gotland
- 1549 – La nave del gesuita spagnolo Francesco Saverio raggiunge le coste del Giappone
- 1663 – Il parlamento britannico passa il Secondo atto di Navigazione che richiede che tutti i beni diretti verso le colonie americane siano inviati su navi inglesi da porti inglesi
- 1689 – Gloriosa rivoluzione: finisce la battaglia di Killiecrankie
- 1694 – Uno statuto reale viene concesso alla Banca d'Inghilterra
- 1714 – Battaglia di Gangut: prima significativa vittoria della marina russa contro la flotta svedese presso la penisola di Hanko durante la grande guerra del Nord
- 1778 – Guerra d'indipendenza americana, prima battaglia di Ouessant: scontro tra la flotta britannica e quella francese
- 1789 – Viene fondata la prima agenzia del governo federale statunitense: il Dipartimento degli Affari Esteri, che poi diverrà il Dipartimento di Stato degli Stati Uniti d'America
- 1794 – Rivoluzione francese: la Convenzione ordina l'arresto di Maximilien de Robespierre
- 1816 – Battaglia di Negro Fort: nell'ambito delle guerre seminole, una bordata della US Navy Gunboat No. 154 colpisce il magazzino della polvere da sparo, uccidendo circa 275 persone; è considerato il singolo colpo di cannone più mortale della storia militare statunitense
- 1830 – Il popolo parigino insorge contro il re Carlo X: ci saranno tre giorni di scontri, le famose Tre gloriose giornate o Rivoluzione di luglio, finché il 2 agosto il monarca sarà costretto ad abdicare
- 1848 – Si conclude la battaglia di Custoza, segnando il fallimento della prima campagna sabauda del re Carlo Alberto di Savoia durante la Prima guerra d'indipendenza italiana
- 1857 – L'arciduca Massimiliano d'Asburgo Lorena, futuro Massimiliano I del Messico, sposa a Bruxelles la principessa Carlotta del Belgio
- 1857 - Ha inizio l'assedio di Arrah durante la ribellione indiana; i 68 soldati britannici della guarnigione resisteranno  per otto giorni contro circa 3000 ribelli sepoy e 8000 irregolari
- 1860 – Le forze garibaldine al comando di Giacomo Medici liberano Messina durante la Spedizione dei Mille
- 1865 – Coloni gallesi arrivano in Argentina nella Valle di Chubut
- 1866 – Viene completato il Cavo Atlantico, unendo Valentia Island in Irlanda e Heart's Content in Terranova, che permetterà per la prima volta trasmissioni transatlantiche via telegrafo
- 1880 – Seconda guerra anglo-afghana, battaglia di Maiwand: le forze afgane di Ayub Khan sconfiggono i britannici
- 1890 – Vincent van Gogh si spara al petto nel tentativo di suicidarsi: non muore sul colpo perché la pallottola viene deviata da una costola e non colpisce organi vitali, ma morirà comunque due giorni dopo a seguito dell'infezione generata dalla ferita
- 1900 – In un suo discorso, il Kaiser Guglielmo II compara i tedeschi agli unni; in seguito il termine "unno" sarà usato in senso dispregiativo verso i tedeschi stessi
- 1909 – Sparizione del Waratah: il piroscafo britannico della Blue Anchor Line svanisce senza lasciare traccia con 211 passeggeri e membri dell'equipaggio al largo delle coste sudafricane tra Durban e Città del Capo
- 1917 – Prima guerra mondiale: le armate dell'Intesa raggiungono il canale dell'Yser in vista della battaglia di Passchendaele
- 1919 – Hanno inizio violenti scontri fra la comunità bianca e la comunità nera nella città di Chicago: l'evento è ricordato come Chicago Race Riot e ha condotto a 38 decessi e 537 feriti in cinque giorni
- 1921 – Ricercatori dell'Università di Toronto, guidati dal biochimico Frederick Banting, isolano per la prima volta l'ormone insulina
- 1929 – I rappresentanti di 53 nazioni firmano la Convenzione di Ginevra del 1929, dedicata alla regolamentazione del trattamento dei prigionieri di guerra
- 1929 – Esce nelle librerie italiane Gli indifferenti, il primo romanzo di Alberto Moravia
- 1940 – Bugs Bunny fa il suo debutto ufficiale nel cartone animato A Wild Hare
- 1942 – Si conclude la prima battaglia di El Alamein con il fallimento del tentativo dell'Asse di sfondare verso Alessandria d'Egitto
- 1942 – Seconda guerra mondiale: Josif Stalin emana l'ordine numero 227 in risposta all'allarmante avanzata tedesca in Russia: in base a quest'ordine, chi si fosse ritirato o avesse comunque lasciato le sue postazioni senza aver ricevuto ordini in tal senso, sarebbe stato inserito in un "battaglione di disciplina"
- 1944 – Il carabiniere Sebastiano Pandolfo e la giovane staffetta Rolando Lunari vengono catturati e, dopo un interrogatorio risultato vano, vengono uccisi dai nazisti per ordine del tenente Hans Hiesserich
- 1947 - Il Vaticano, durante il pontificato di Pio XII, decide per la canonizzazione di Caterina Labouré, le cui visioni della Vergine Maria diffusero nel mondo l'utilizzo della medaglia miracolosa
- 1949 – Il prototipo del De Havilland DH.106 Comet è il primo jet commerciale a volare
- 1953 – Guerra di Corea: Stati Uniti d'America, Repubblica Popolare Cinese, Corea del Nord e Corea del Sud firmano un accordo di armistizio
- 1955
  - Finisce l'occupazione Alleata dell'Austria, che era iniziata alla fine della seconda guerra mondiale dal 9 maggio 1945
  - Il volo EI AI 402 diretto da Londra a Tel Aviv è abbattuto da due MiG-15 dopo essere entrato nello spazio aereo bulgaro, provocando la morte di tutte le 58 persone a bordo
- 1963 – La torre di osservazione di Puijo è aperta al pubblico nella città di Kuopio, in Finlandia
- 1964 – Guerra del Vietnam: più di 5000 consiglieri militari americani vengono inviati nel Vietnam del Sud, portando il numero complessivo delle forze statunitensi in Vietnam a circa 21000 unità
- 1974 – Scandalo Watergate: il comitato giudiziario della Camera dei rappresentanti vota 27 a 11 per raccomandare il primo articolo dell'impeachment contro il presidente Richard Nixon: ostacolo della giustizia
- 1975 – Assassinio del sindaco di Jaffna ed ex parlamentare cingalese Alfred Duraiappah, facente parte del gruppo Tamil
- 1977 – A Ekaterinburg viene smantellata Casa Ipat'ev poiché era diventata un luogo di commemorazione e culto popolare della famiglia Romanov, lì massacrata nelle prime ore dopo la mezzanotte del 17 luglio 1918; sullo stesso luogo sorgerà nel 2003 la Cattedrale sul sangue
- 1979 – A causa della crisi energetica, il Consiglio dei ministri decide il rincaro dei prodotti petroliferi[1]
- 1981 – Durante l'atterraggio all'Aeroporto Internazionale del Chihuahua, il volo Aeromexico 230 esce di pista provocando la morte di 32 delle 66 persone a bordo
- 1982 – A Washington, a seguito di una riunione fra i rappresentanti del governo federale statunitense, dei Centers for Disease Control and Prevention di Atlanta e degli esponenti del Movimento LGBT, venne deciso di adottare la definizione di "sindrome da immunodeficienza acquisita" (Acquired Immune Deficiency Syndrome) e del suo acronimo AIDS in luogo del precedentemente usato acronimo GRID (Gay-Related Immune Deficiency) posta l'assenza di correlazioni tra l'omosessualità e la malattia[2]
- 1983
  - Luglio Nero: 18 prigionieri politici Tamil sono massacrati dai prigionieri singalesi nella prigione di massima sicurezza di Welikada
  - La cantautrice statunitense Madonna pubblica il suo primo eponimo album
- 1986 – I Queen si esibiscono a Budapest, diventando il primo gruppo occidentale a esibirsi in un paese dell'est comunista
- 1989 – Durante l'atterraggio all'Aeroporto Internazionale di Tripoli, il volo Korean Air 803 si schianta a poca distanza dalla pista, provocando la morte di 75 persone sulle 199 a bordo; è il secondo incidente in meno di due settimane a coinvolgere il modello di aeromobile DC-10
- 1990 – Il Soviet Supremo della Repubblica Socialista Sovietica di Bielorussia dichiara l'indipendenza della neonata Bielorussia dall'Unione Sovietica; fino al 1996 la giornata è stata festeggiata come festa nazionale, poi spostata al 3 giugno
- 1990 – Tentativo di colpo di stato del gruppo estremista fondamentalista islamico Jamaat al Muslimeen in Trinidad e Tobago
- 1990 – Viene prodotta l'ultima Citroën 2CV[3]
- 1992 – Palermo: a pochi mesi dalla strage di Capaci e otto giorni dopo la strage in cui perse la vita Paolo Borsellino, anche il commissario dell'anti-racket Giovanni Lizzio è assassinato dalla mafia
- 1993 – L'Italia è colpita da tre auto bomba esplose quasi contemporaneamente dopo le 23.15: una a Milano, nei giardini di Via Palestro, dove muoiono sei persone (quattro vigili del fuoco, un vigile urbano e un immigrato marocchino); due a Roma, danneggiando gravemente la Chiesa di San Giorgio al Velabro e la Basilica di San Giovanni in Laterano
- 1995 – A Washington, viene inaugurato il Memoriale dei veterani della guerra di Corea
- 1996 – Ad Atlanta (Georgia), un tubo bomba esplode al Centennial Olympic Park, durante le Olimpiadi, causando una vittima e 111 feriti
- 1997 - Massacro di Si Zerrouk: guerriglieri armati durante la guerra civile algerina uccidono brutalmente circa 50 persone con un assalto notturno nei sobborghi di Larbaa, in Algeria
- 2002 – Un caccia Sukhoi Su-27 si schianta al suolo durante una manifestazione aerea a Lviv, Ucraina, uccidendo 85 persone e ferendone più di 100
- 2004 – Per commemorare i 50 anni della conquista italiana del K2, nel Karakorum, un'altra spedizione italiana arriva sulla cima del K2, ad 8.611 metri, dopo circa nove ore di salita; i quattro scalatori sono Renzo Benedetti, Marco Da Pozzo, Mario Dibona e Renato Sottsass
- 2012 – Cerimonia di apertura dei Giochi della XXX Olimpiade a Londra
- 2014 – Vincenzo Nibali vince il Tour de France; è il settimo italiano a riuscire a vincere il Tour
- 2018 – Si verifica l'eclissi lunare più lunga del XXI secolo, con un magnitudo di 1.613

## Nati
Ci sono circa 1 180 voci su persone nate il 27 luglio; vedi la pagina Nati il 27 luglio per un elenco descrittivo o la categoria Nati il 27 luglio per un indice alfabetico.

## Morti
Ci sono circa 510 voci su persone morte il 27 luglio; vedi la pagina Morti il 27 luglio per un elenco descrittivo o la categoria Morti il 27 luglio per un indice alfabetico.

## Feste e ricorrenze

### Civili
Nazionali:
- Corea del Nord - Giorno della vittoria nella grande guerra di liberazione della patria
- Cuba – Giorno della rivoluzione (2º giorno)
- Maldive – Giorno dell'indipendenza (2º giorno)
- Porto Rico – Compleanno di Jose Celso Barbosa
- Vietnam – Giorno della memoria dei martiri di guerra

### Religiose
Cristianesimo
- Sant'Antusa dell'Onoriade, vergine, fondatrice
- Sant'Arnaldo di Lione, vescovo
- San Bertoldo di Garsten, abate benedettino
- San Celestino I, papa
- Santi Clemente di Ocrida, Gorazd, Naum di Ocrida, Sava di Serbia e Angelario, apostoli della Bulgaria
- San Desiderato di Besançon, vescovo
- Sant'Ecclesio, vescovo
- San Fronimio di Metz, vescovo
- San Galattorio di Lescar, vescovo
- Santa Giustina di Bellusco, vergine e martire
- Santi Mauro, Sergio e Pantaleone, martiri
- Santa Natalia e compagni, martiri a Cordova
- Sant'Orso abate
- San Pantaleone di Nicomedia, medico e martire
- San Raimondo Zanfogni, laico
- Santi sette dormienti di Efeso
- San Simeone di Egee, diacono e stilita
- San Simeone Stilita il Vecchio
- Sant'Ugo di Lincoln, fanciullo martire
- Beato Andrea Jimenez Galera, sacerdote salesiano, martire
- Beati Filippo Hernandez Martinez, Zaccaria Abadia Buesa e Giacomo Ortiz Alzueta, religiosi e martiri
- Beato Giacomo Papocchi, eremita
- Beato Gioacchino Vilanova Camallonga, sacerdote e martire
- Beato Giuseppe Maria Ruiz Cano, sacerdote e martire
- Beato Guglielmo Davies, martire
- Beata Lucia Bufalari di Amelia
- Beata Maria Clemenza di Gesù Crocifisso (Elena Staszewska), vergine e martire
- Beata Maria Grazia Tarallo (Maria della Passione), religiosa
- Beata Maria Maddalena Martinengo (Margherita), religiosa
- Beato Modesto Vegas Vegas, sacerdote e martire
- Beato Nevolone, eremita
- Beato Roberto Sutton, martire